# 18
| 18                 |
| ------------------ |
| Dødsfald - Fødsler |
|                    |

| Gregoriansk kalender | 18 XVIII                |
| Ab urbe condita      | 771                     |
| Armensk kalender     | I/T                     |
| Kinesiske kalender   | 2714 – 2715 丁丑 – 戊寅 |
| Etiopisk kalender    | 10 – 11                 |
| Jødisk kalender      | 3778 – 3779             |
| Hindukalendere       |                         |
| - Vikram Samvat      | 73 – 74                 |
| - Shaka Samvat       | N/A                     |
| - Kali Yuga          | 3119 – 3120             |
| Iransk kalender      | 604 BP – 603 BP         |
| Islamisk kalender    | 623 BH – 622 BH         |

Se også 18 (tal)